# Francesco Saverio Verson
Francesco Saverio Verson (Trieste, 4 ottobre 1804 – Padova, 15 marzo 1849) è stato un medico italiano.

## Biografia
Nato a Trieste nel 1804, studiò a Vienna dal 1825 al 1830 per poi trasferirsi a Padova dove si laureò in medicina nel 1831.
Dal 1834 al 1942 fu impiegato nell'ospedale civile generale di Trieste e orfanotrofio, dove divenne primario.
Pubblicò un manuale di pediatria in tre volumi, in tedesco a Vienna nel 1838.
Nel 1842 occupò la cattedra di clinica medica per i chirurghi provinciali e civili dell'Università di Padova succedendo a Gaspare Federigo, insegnandovi per cinque anni accademici, fino a quando, in seguito ai moti del 1848, l'università rimase chiusa per due anni.
Morì a 44 anni a Padova nel 1849.
Fu autore del Trattato di medicina pratica in otto volumi, l'ultimo dei quali fu pubblicato postumo nel 1852.